# Gällstaö

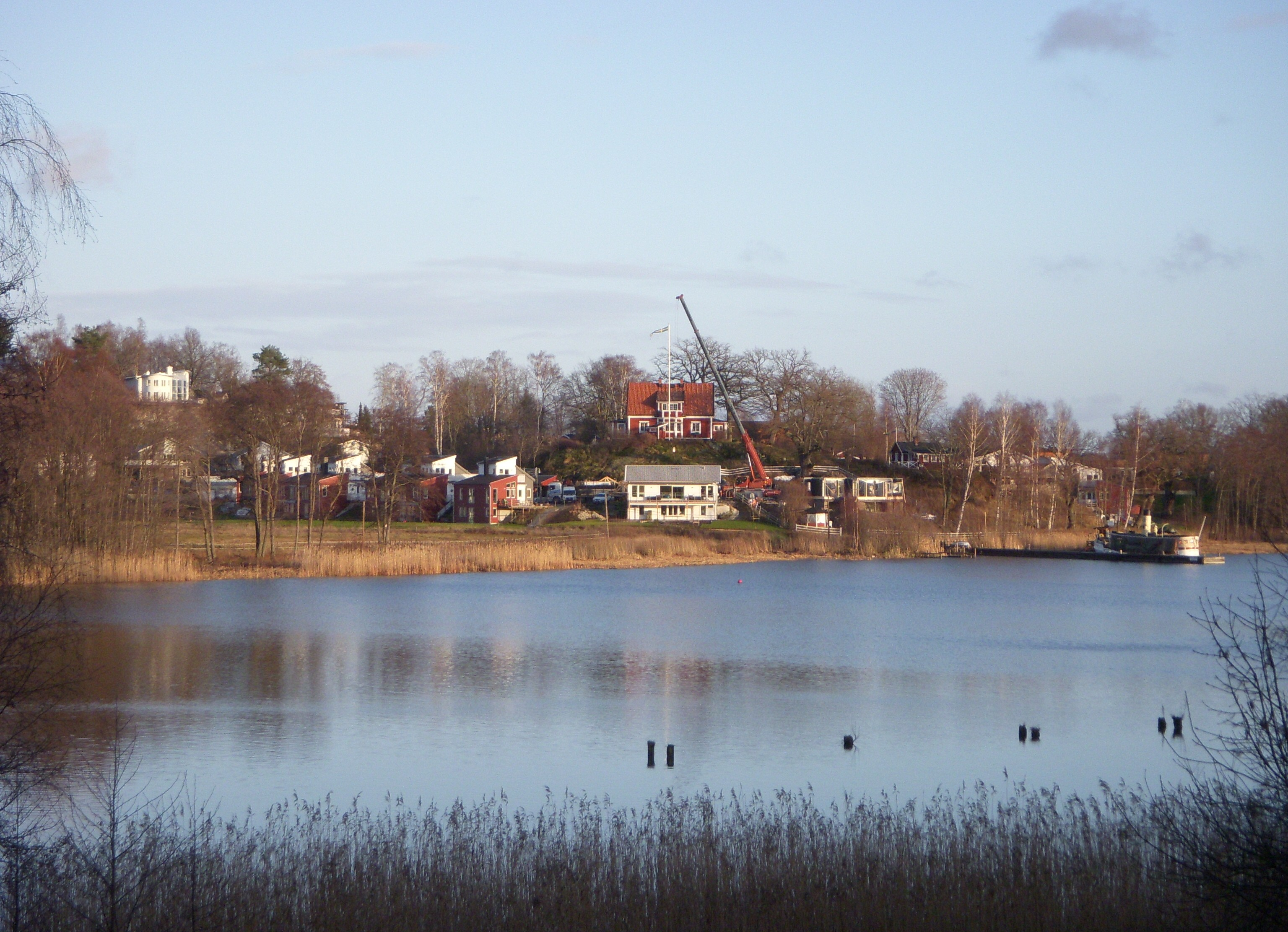
Gällstaö, vy från fastlandet, 2011.

Gällstaö är en ö i Mälaren, i Ekerö kommun. Bebyggelsen på ön är uppdelad i två områden, Solsidan och Parksidan, som sedan 2005 är tätorter.

## Historik

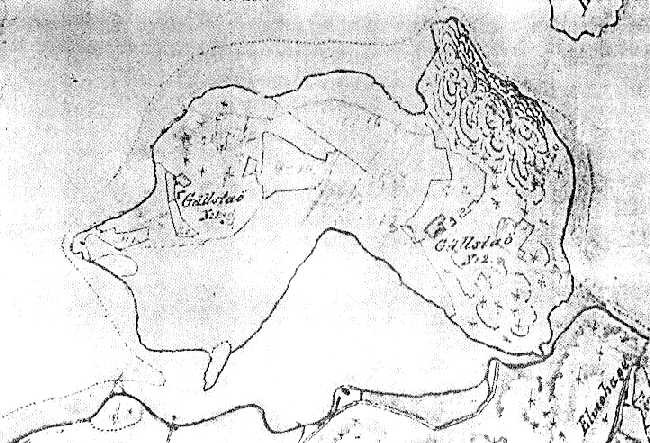
Gällstaö karta 1800-tal.

Gällstaö var med sitt strategiska läge utmed farleden och en skyddad vik som kallades Jungfruhamn en betydelsefull plats under medeltiden. Här låg en gård som ägdes av Sten Sture den äldre där flera viktiga herredagar ägde rum vid medeltidens slut. Efter Sten Sture hörde Gällstaö till Ekebyhovs egendom. Fortfarande på 1800-talet var Gällstaö en ö med ett smalt sund mot fastlandet. Genom landhöjning och utfyllnader har ön växt ihop med Ekerö.
Nuvarande Gällstaö gård uppfördes 1899. Här har drivits jordbruksverksamhet av olika slag genom åren. Den senaste verksamheten; stallet, upphörde under 1999. Stallet har sedan byggts om till hantverksverkstäder.  
En känd ek är Gällstaöeken, som volymmässigt är det näst största lövträdet i Sverige. På 1920-talet fanns ett tiotal grova ekar kring denna plats, de hade alla en stamomkrets som var mer än 5 meter. Då ingick ekarna i en blandskog på knappt 4 hektar. Redan i början på 1900-talet uppmärksammades Gällstaöeken av bland andra botanisten Rutger Sernander som höll på med kartläggning och registrering av gamla grova ekar i Stockholm och dess omgivning. Sedan dess har sommarstugor och permanentbostäder förvandlat skogen till trädgårdstomter, men flera av de grova ekarna finns ännu kvar. Idag är Gällstaö detaljplanerat och det har inneburit att de forna sommarstugorna i rask takt ersätts med moderna villor.

## Bilder

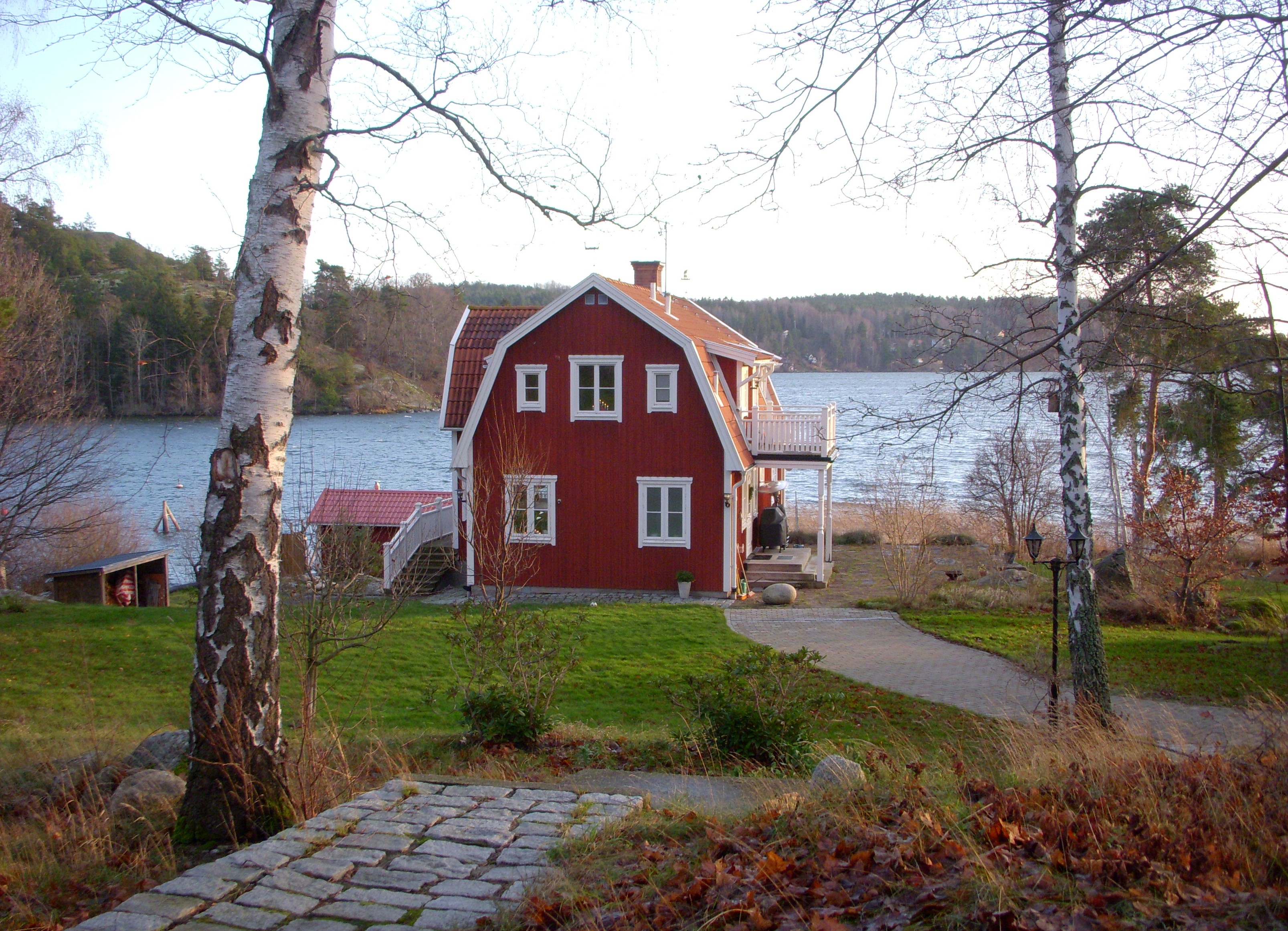
Äldre bebyggelse på Solsidan
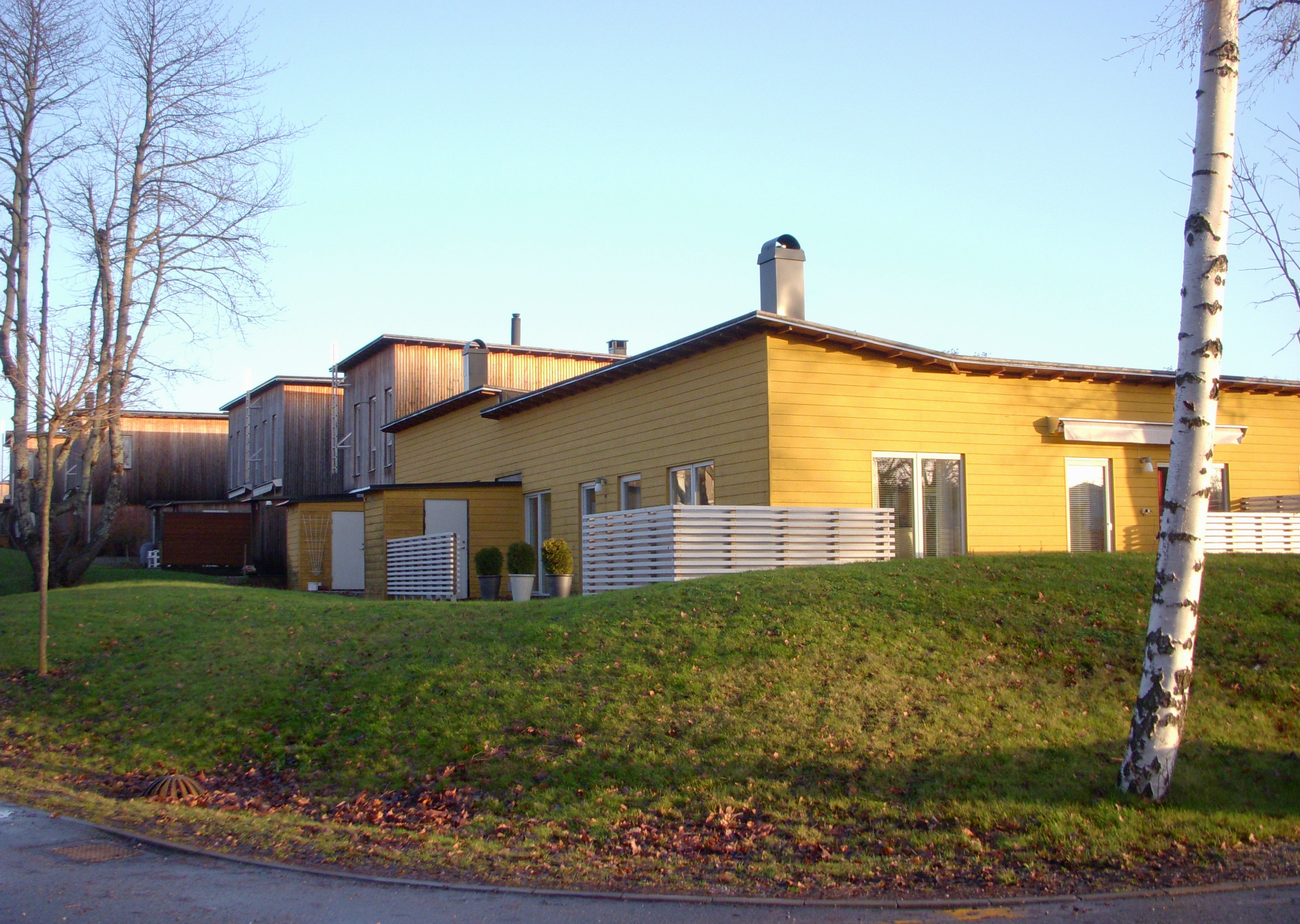
Modern bebyggelse på Parksidan
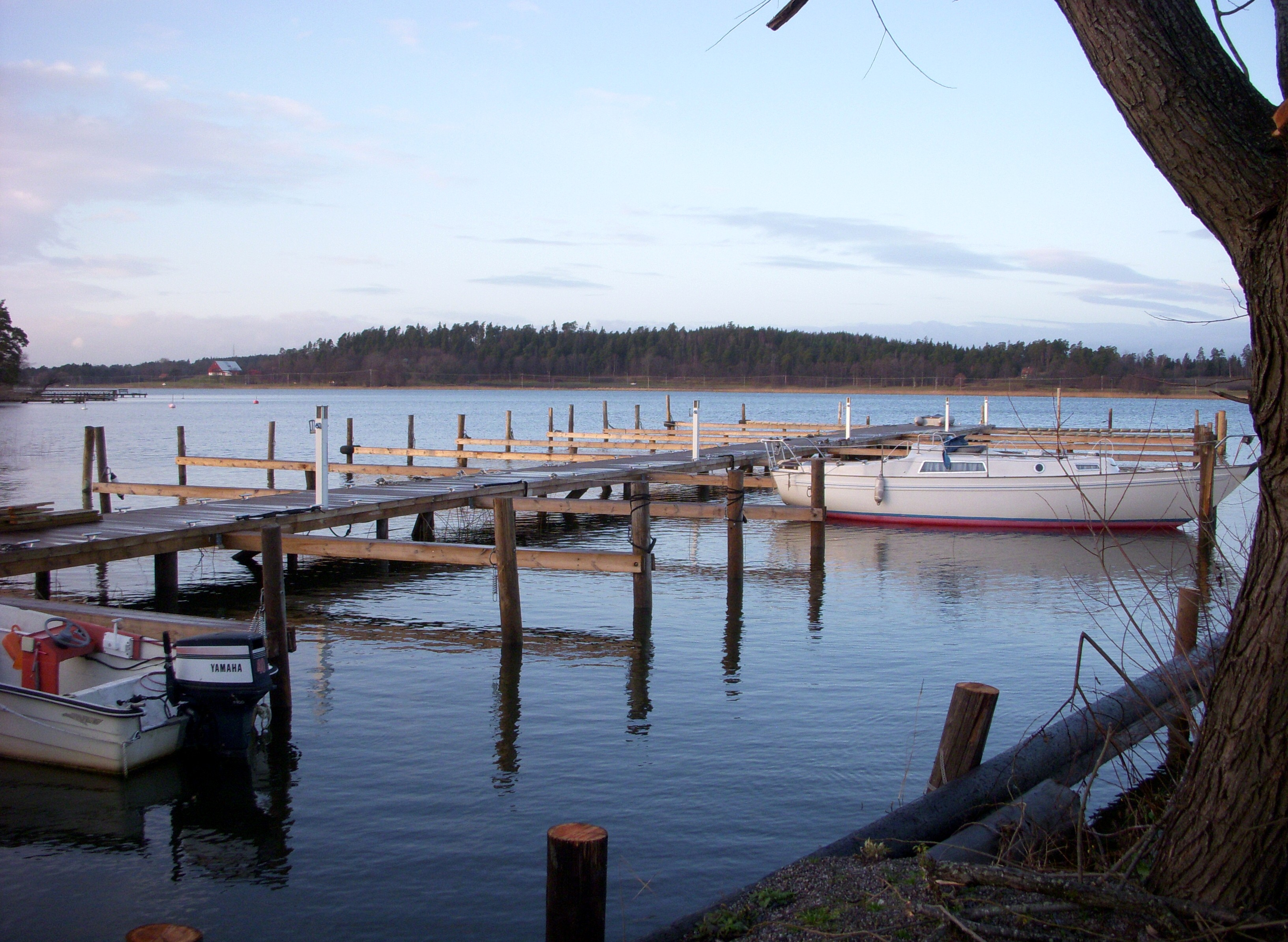
Båthamnen på norrsidan
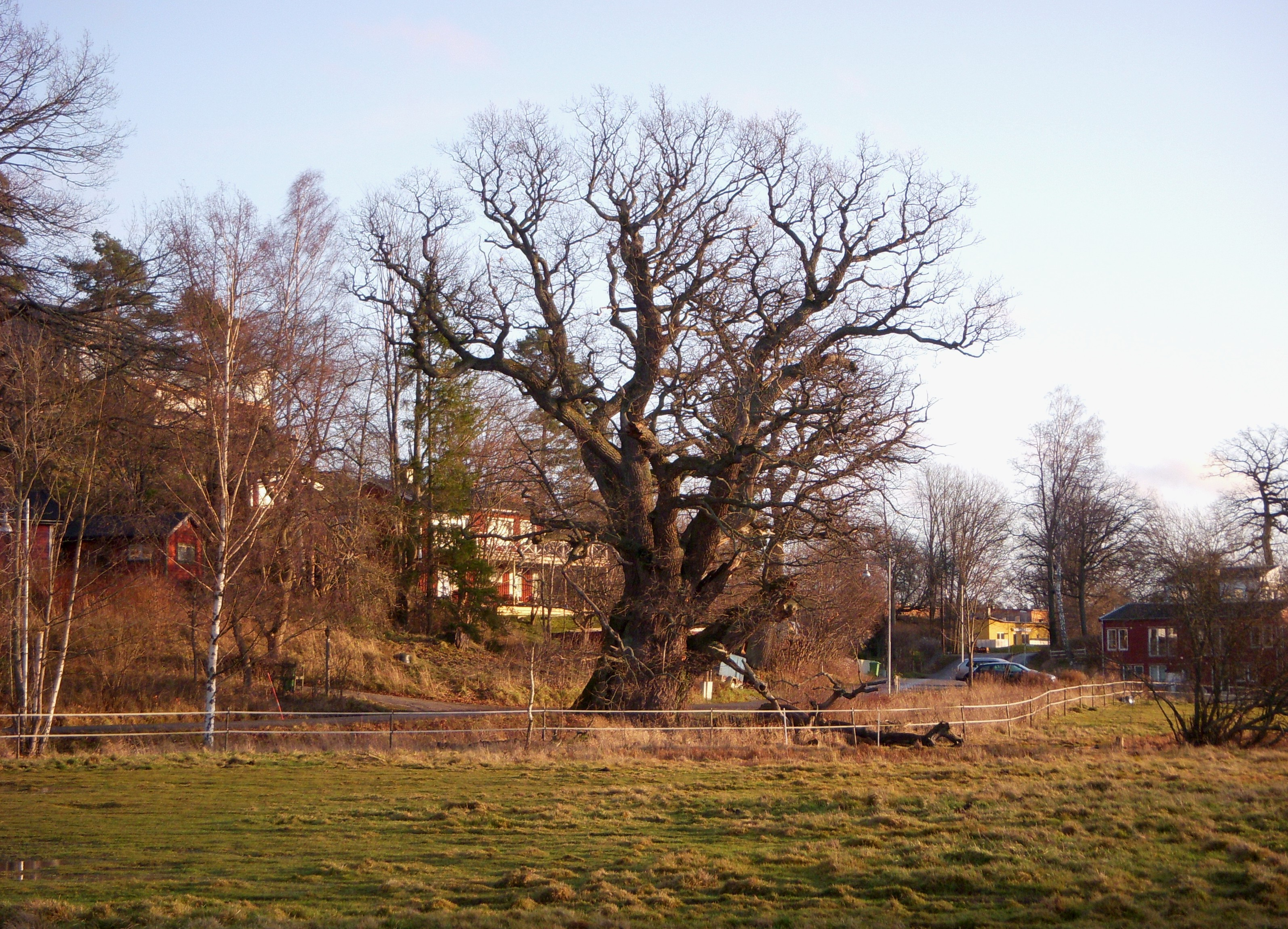
Gällstaöeken, december 2011